# Pyridoxamin
Pyridoxamin ist eine feste, wasserlösliche chemische Verbindung, die als lebensnotwendige Verbindung zu den Vitaminen zählt.
Zusammen mit Pyridoxin, Pyridoxal sowie deren phosphorylierten Derivaten, die in vivo leicht ineinander umgewandelt werden, bilden sie die Gruppe Vitamin B6. Die biologisch aktive Form der Vitamin-B6-Gruppe heißt Pyridoxalphosphat. Bei der Lagerung und Zubereitung von Lebensmitteln können sich die Formen des Vitamins ändern, da beispielsweise bei der Hitzesterilisation von Milch eine Umwandlung von Pyridoxal zu Pyridoxamin stattfindet. Pyridoxamin ist besonders im tierischen Gewebe enthalten.

## Geschichte
Pyridoxamin wurde erstmals 1944 von Karl August Folkers synthetisiert.

## FDA-Einstufung
Pyridoxamin, oder das Salz Pyridoxamin·2 HCl (ein Dihydrochlorid), welche als Nahrungsergänzungsmittel zugelassen sind, wurde 2009 in den USA von der FDA als Arzneistoff deklariert, da es ein Bestandteil des in klinischer Prüfung befindliche Medikament Pyridorin ist.

## Eigenschaften
Pyridoxamin ist ein farbloser, licht- und wärmeempfindlicher, kristalliner Feststoff, der in Wasser leicht löslich ist.